# Ricksättra
Ricksättra är en småort i Ekerö kommun, Stockholms län, belägen på en udde på nordöstra sidan av Färingsö i Hilleshögs socken. Sedan år 2000 avgränsar SCB här ett fritidshusområde. 2010 fanns inom 50 hektar här 111 fritidshus.